# Draaicirkelproef

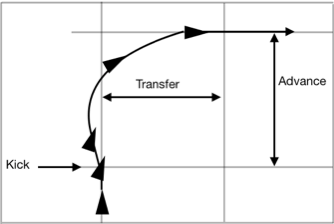
Bij een draaicirkelproef wordt er naar een zo laag mogelijke advance en transfer van een schip gestreefd. Kick is de afwijking van het schip door de roerkrachten

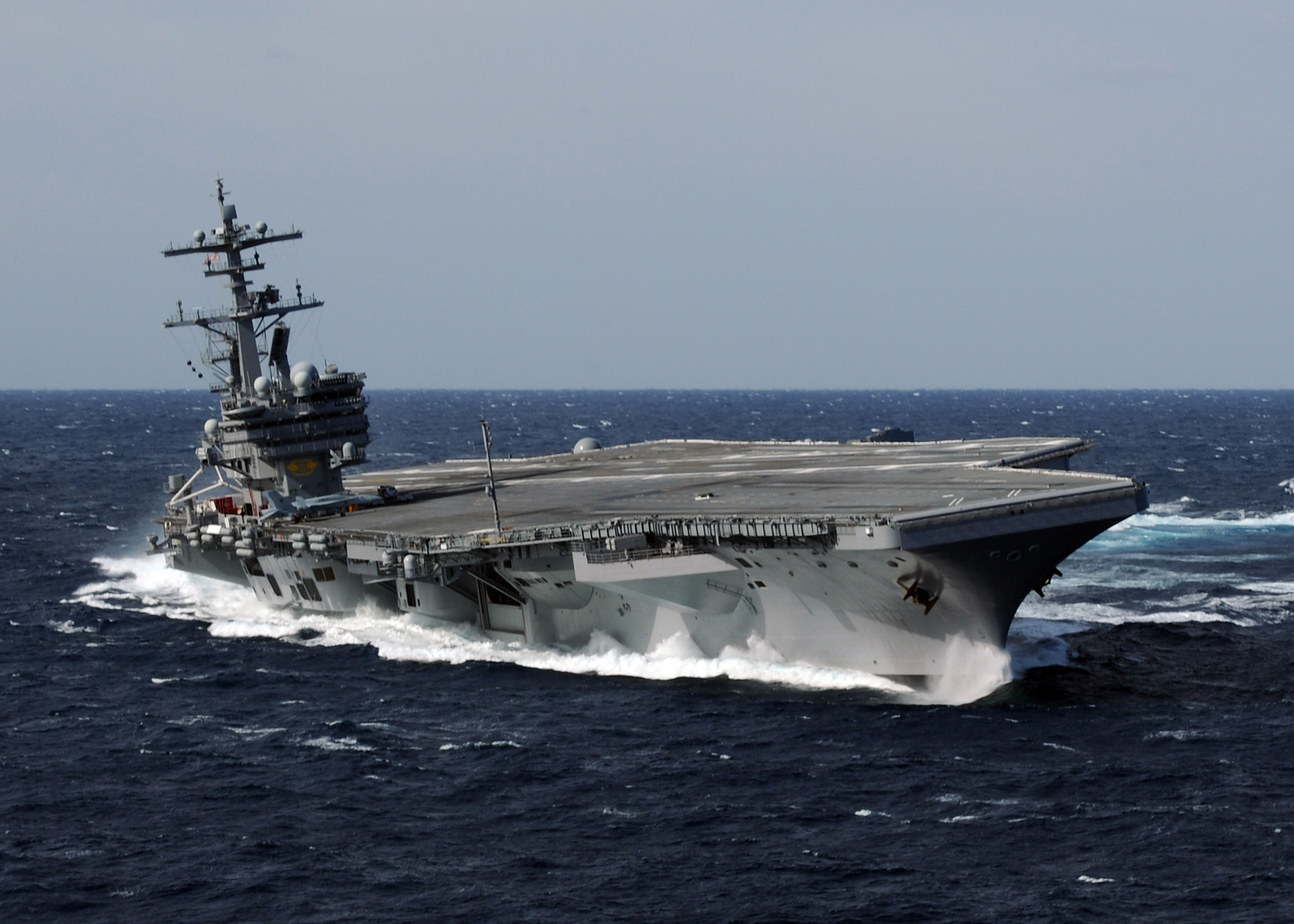
De USS George H.W. Bush helt sterk over tijdens een scherpe draai

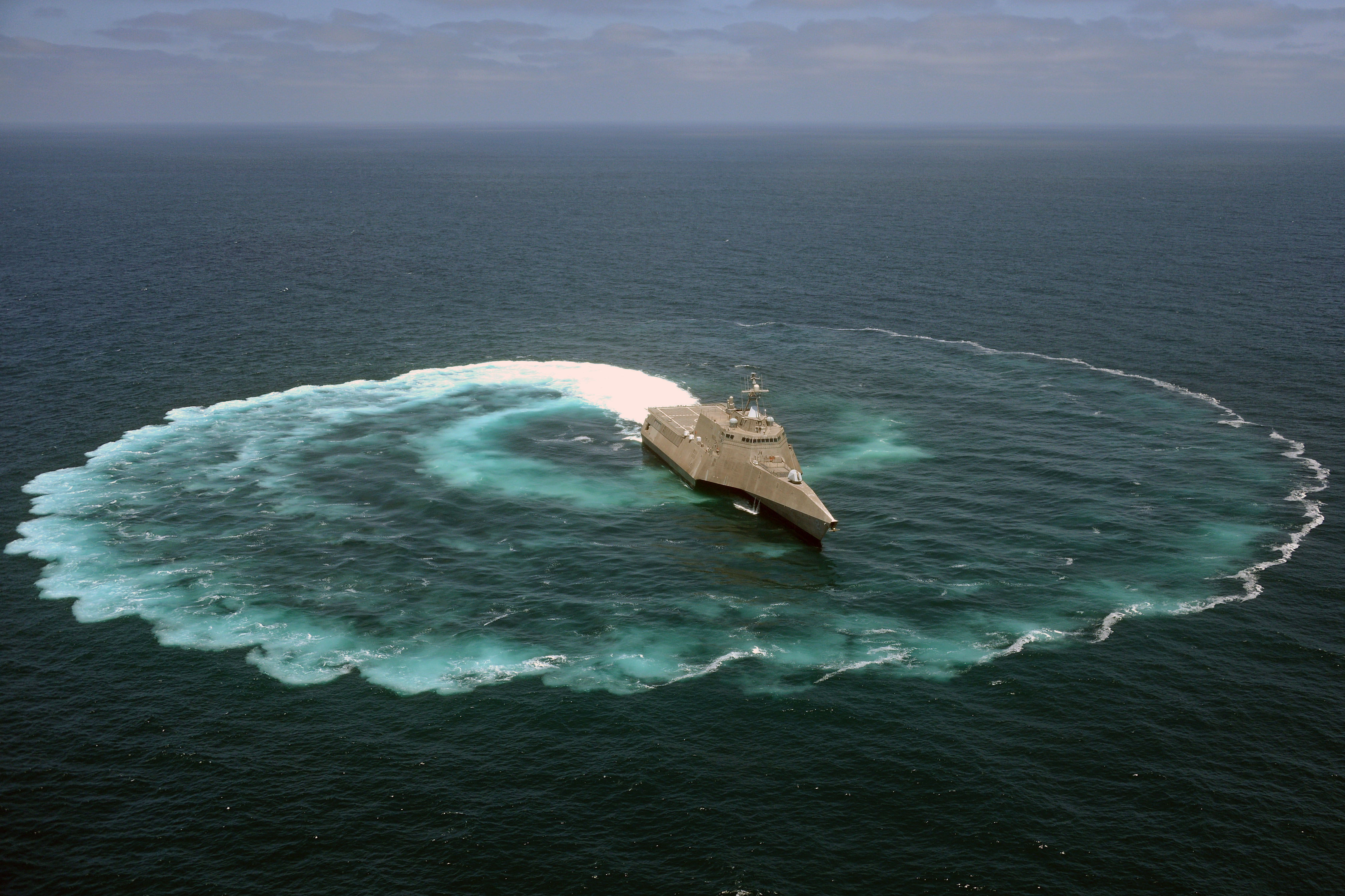
De USS Independence heeft een kleine draaicirkel

De draaicirkelproef is een test ter bepaling van de draaicapaciteit van een schip, een van de onderdelen om de manoeuvreerbaarheid vast te stellen. Hierbij worden de volgende waarden vastgesteld:
- langsverplaatsing of advance (afstand die het draaipunt aflegt in de oorspronkelijke koers vanaf het moment dat het roer de bevolen uitslag heeft gekregen tot het een koers bereikt loodrecht op de aanvangskoers)
- dwarsverplaatsing of transfer (dat is de afstand van het draaipunt tot de oorspronkelijke koerslijn)
- tactische diameter (de dwarsverplaatsing bij een koerswijziging van 180°)

## Procedure
Het schip wordt op de vereiste snelheid gebracht,waarna hard roer wordt gegeven over stuurboord of bakboord. Hierna wordt de afstand gemeten die het schip aflegt tot het een koers bereikt die loodrecht op de aanvangskoers ligt. Alle nuttige gegevens worden opgenomen terwijl het schip over 360° draait.
Voor elke run worden de volgende gegevens genoteerd:
- nummer van de draaicirkel
- datum en tijd
- diepgang voor en achter
- waterverplaatsing
- staat van de zee
- windkracht, windsnelheid
- waterdiepte
- beginsnelheid, toerental
- tijd tot wanneer het schip 90° - 180° - 270° - 360° gedraaid is
- snelheid op het ogenblik dat het schip 90° - 180° - 270° - 360° gedraaid is
- advance (doorloop of langsverplaatsing)
- transfer (dwarsverzet of dwarsverplaatsing)
- tactische diameter
- draaisnelheid

## IMO-richtlijnen
Een draaicirkelproef moet zowel over stuur- en bakboord uitgevoerd worden met de maximale roerhoek. Dit zonder de snelheid te wijzigen.
De IMO raadt in resolutie MSC.137(76) de volgende procedure aan:
- het schip wordt naar een constante koers en snelheid gebracht (snelheid minstens 90% van volle snelheid)
- noteren van gegevens
- het manoeuvre begint door het roer naar de maximale roerhoek te brengen. Roer en motor blijven constant
- men blijft draaien tot de voorligging 360° is gewijzigd. Het is wel aangeraden om een bocht van 720° te maken om volledigere resultaten te behalen
- einde van gegevens noteren en het manoeuvre wordt beëindigd